# Nuadibú
Nuadibú (20°55′N 17°3.0′O / 20.917, -17.0500) (نواذيبو en árabe, Nouadhibou en francés, Port Étienne durante la época de colonización francesa) es la segunda ciudad más importante de Mauritania y capital comercial del país. Para el censo del 2013, se estimó una población aproximada de 118.167 habitantes.
Se encuentra situada en la costa este de una península de unos 75 km de largo, denominada Ras Nouadhibou, que finaliza en el Cabo Blanco, en cuya orilla occidental se encuentra la ciudad de La Güera, perteneciente a Marruecos. Nuadibú se encuentra a apenas un kilómetro de la frontera (en la Convención de Madrid de 1912, España y Francia acordaron situar la frontera entre la colonia francesa de Mauritania y las posesiones españolas sobre una línea que dividía por la mitad de norte a sur la península).
La ciudad fue fundada a mediados del siglo XX por los franceses con el nombre de Port Étienne, como un puerto para los buques de transporte del mineral de hierro.
La actividad económica que emplea a mayor número de personas es la pesca. Sin embargo, desde 1964, cuando se finalizó la construcción de un muelle y un ferrocarril de 674 km hasta los yacimientos mineros de Zuérate y F'dérik, la industria más importante es el procesado del mineral de hierro transportado por ferrocarril desde los yacimientos mineros. 
La ciudad se divide en cuatro áreas principales: el centro de la ciudad, incluyendo el aeropuerto internacional; Numerowatt al norte; la principal área residencial, Cansado, al sur, una ciudad dormitorio de Port Minéralier, en el extremo sur, desde el cual el mineral de hierro es exportado.